# Naturschutzgebiet Marienfließ
Koordinaten: 53° 21′ 2,5″ N, 12° 10′ 14,9″ O

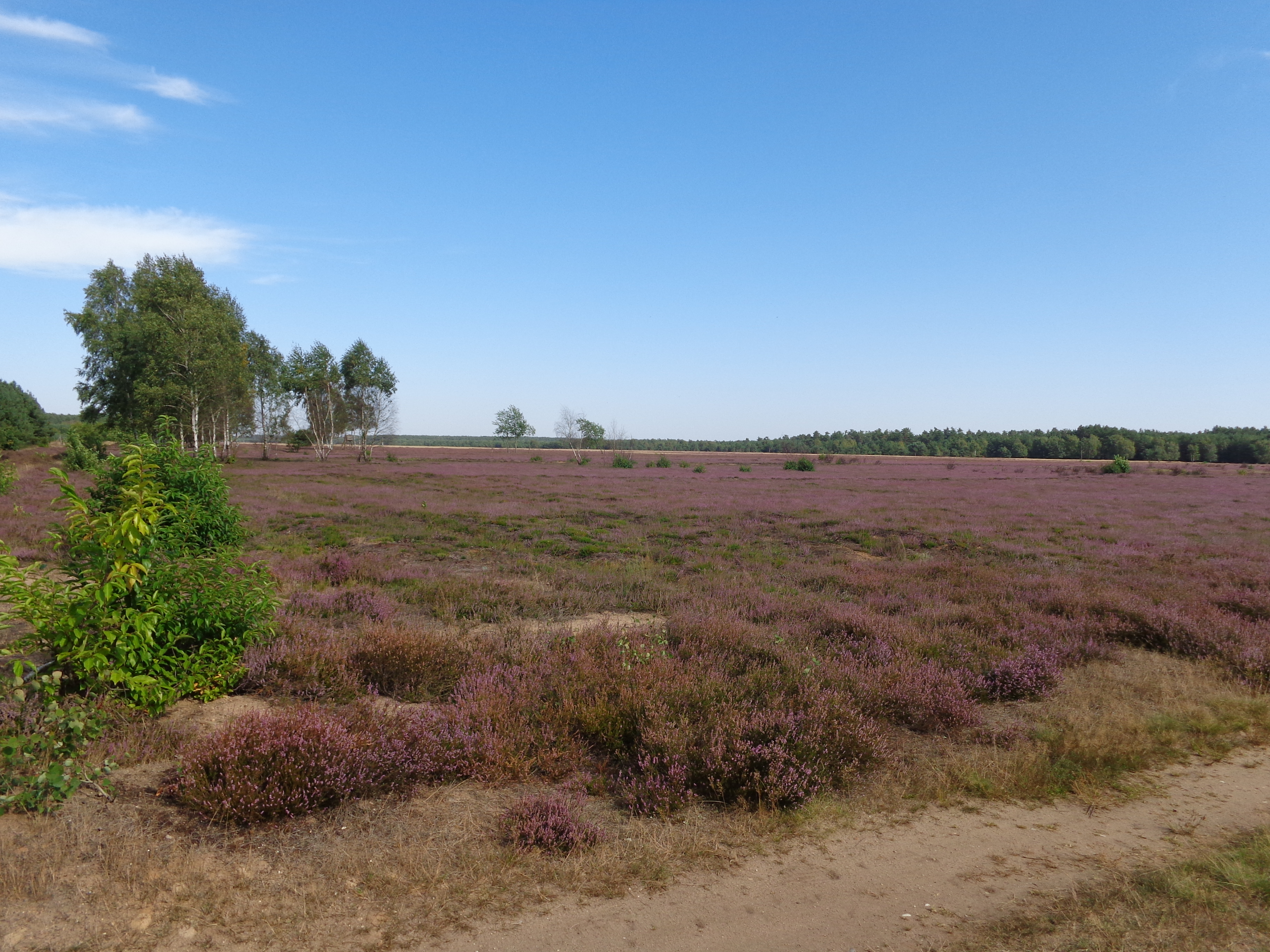
Retzower Heide

Naturschutzgebiet Marienfließ ist der Name von zwei zusammenhängenden Naturschutzgebieten im nördlichen Brandenburg und im südlichen Mecklenburg. Sie sind nach der europäischen Fauna-Flora-Habitat-Richtlinie als besonderes Schutzgebiet ausgewiesen worden. Das Gebiet wurde bis 1991 von der Gruppe der Sowjetischen Streitkräfte in Deutschland genutzt.

## Lage und Teile

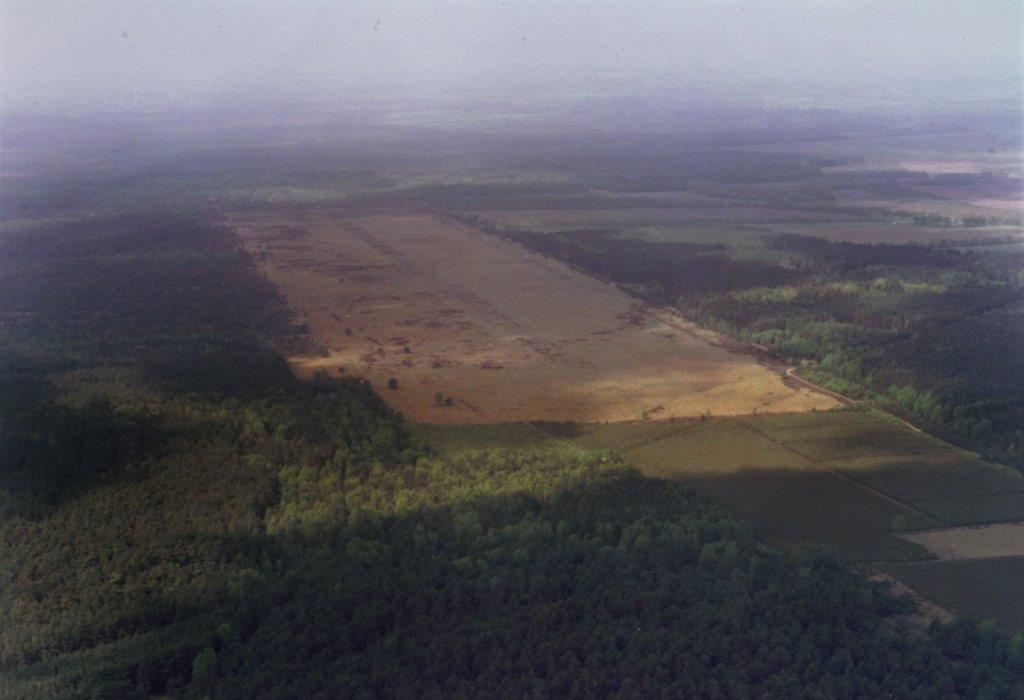
Ehemaliger Bombenabwurfplatz (2003)

Das Gebiet befindet sich südlich von Retzow, Klein Dammerow, Wahlstorf und Redlin. Nahezu parallel zur Südgrenze verläuft eine Landstraße, an der Krempendorf, Stepenitz und Jännersdorf liegen. Naturräumlich liegt das Naturschutzgebiet in den Parchim-Meyenburger Sandflächen.
Den nördlichen Teil bezeichnen die Mecklenburger als Retzower Heide, obwohl die Wege nach Marienfließ („in Preußen“) ausgewiesen sind. Namensgeber ist das Dorf Retzow, ein Ortsteil von Ganzlin. Die Retzower Heide war bis 1945 ein zusammenhängendes Waldgebiet. Das Gebiet umfasst 609 ha und wurde am 27. April 1994 ausgewiesen. Zuletzt war das Gebiet in der Obhut von 25–30 russischen Soldaten. Ihr Verhältnis zu den Einheimischen war gut. Nach der Deutschen Wiedervereinigung „vergessen“, erhielten sie Weihnachten 1991 und 1992 Geschenke von ihnen. Von der Kaserne und den Wirtschaftsgebäuden sind so gut wie keine Spuren erhalten.
Der brandenburgische Teil wurde schon vom Heer (Wehrmacht) genutzt. Von 1945 bis 1992 nutzten sowjetische Truppen das Übungsgebiet. Der Wald wurde gerodet und der braune Boden mit Metallplatten degradiert. Zu einer Flächenversiegelung kam es nicht. Das Übungsgebiet wurde zuletzt 1980 vergrößert. Mit 3000 ha war es dreimal so groß wie die Retzower Heide. Heute umfasst der brandenburgische Teil des Naturschutzgebietes 1.186 ha. Die Naturschutzverordnung trat am 9. Oktober 1999 in Kraft.

## Militärische Vorgeschichte
Der heutige Gebietszustand wird maßgeblich von der militärischen Nutzungsgeschichte geprägt, die bis in die Zeit vor dem Zweiten Weltkrieg zurückreicht. Die ersten militärischen Einrichtungen waren ein Lager bei Stepenitz und ein kleinerer Flugplatz bei Redlin. 1936–1938 wurden bei Redlin 20–40 ha für einen Flugplatz der Wehrmacht gerodet.

### Rote Armee

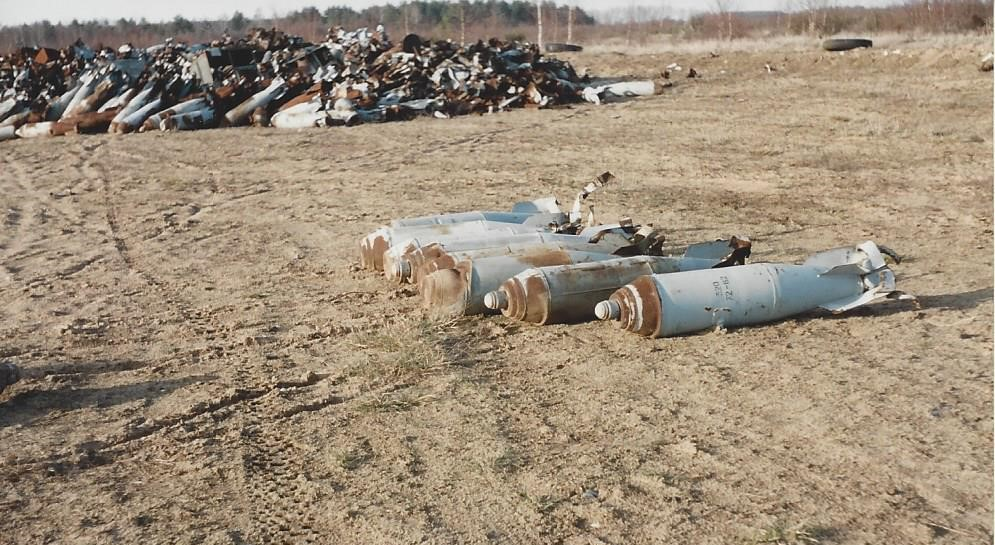
Russischer Bombenschrott (1993)

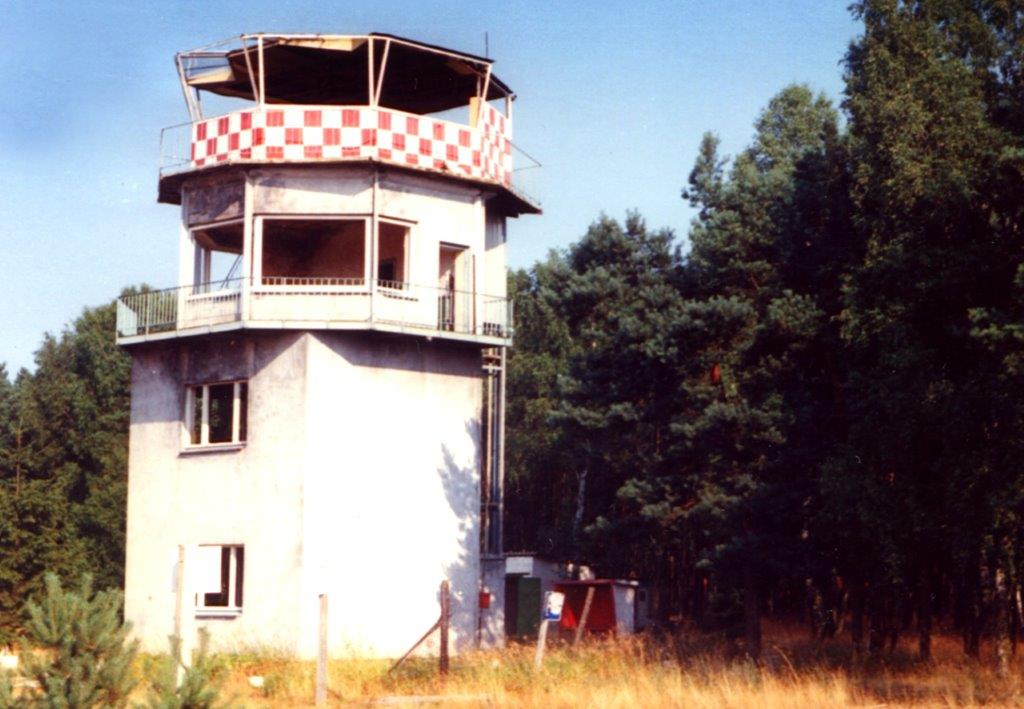
Beobachtungsturm (1994)

Die Rote Armee übernahm das Gebiet 1945 und nutzte es bis 1991 als Übungsplatz. Das Gebiet umfasste eine Gesamtfläche von ca. 3.000 ha und hatte zwei Teilflächen: den Feldflugplatz Retzow mit angrenzendem Luft-Boden-Schießplatz (Bombodrom) im Osten und den Panzerschießplatz Redlin-Jännersdorf im Westen. Im Ostteil wurde zeitweise auch Fallschirmspringen geübt. Zuvor war versucht worden, einen Flugplatz für die Rote Armee einzurichten, was am Widerstand der Alliierten scheiterte. Die Feldlandebahn für die Flugzeuge (vollständig in Mecklenburg gelegen) wurde von März 1952 bis Juni 1953 geschaffen. Die Rodung der Flächen begann am Retzow-Priborner Weg und wurde in Richtung Westen vorangetrieben. Von Anfang 1952 bis 1953 wurde Torf aus Ganzlin mit einer eigens dafür errichteten Feldbahn herangefahren, um die kargen Flächen damit zu bedecken. In den 1960er Jahren wurde eine sowjetische Hubschrauberstaffel nach Parchim verlegt, worauf neben der Feldlandebahn ein Übungsgelände für Hubschrauber eingerichtet wurde. Für Zielübungen wurden Waldflächen südlich der Landebahn geräumt, um hier nordsüdlich ausgerichtete Attrappenbahnen zu errichten, so dass aus der Luft auf bewegliche Ziele (v. a. auf Fahrzeugattrappen) geschossen werden konnte. Das Bombodrom wurde noch 1953 forstlich bewirtschaftet und bis in die 1960er Jahre von der Jagdgenossenschaft Parchim genutzt. Beide Nutzungen wurden wenig später unterbunden. Das Forsthaus Marienfließ wurde nach 1958 geräumt und schrittweise abgetragen. Im Bombodrom wurden Zielkreise eingerichtet und Städtebombardements geübt. Es diente auch als Ausweichplatz für den benachbarten Truppenübungsplatz Wittstock, vor allem bei Großbränden oder Großmanövern von Armeen der Warschauer-Pakt-Staaten.
Der Westteil der Liegenschaft wurde nach 1945 als Panzerschießplatz genutzt. Die inzwischen rückgebauten Baracken für die Angehörigen der Panzerabteilung wurden 1950–1952 errichtet. Die Feuerlinie der Panzerschießbahn lag nördlich der Ortslage Jännersdorf. Geschossen wurde in Richtung Osten. Zunächst reichte die Schießbahn bis zum Stepenitzer Weg. Der Rüstungswettlauf und die weiterentwickelte Wehrtechnik machten bald eine Erweiterung in östlicher Richtung bis an das Bombodrom erforderlich. Erst 1981 erfolgte durch den Staatlichen Forstwirtschaftsbetrieb Kyritz die großflächige Räumung von rund 400 ha Wald, womit die Schießbahn ihre endgültige Gesamtlänge von ca. 7 km erreichte. Geschossen wurde auf drei Übungsbahnen, östlich des Försterweges waren die Scheibenzugbahnen mit Zielaufbauten (v. a. Panzerattrappen) installiert. Das Fahren mit Kettenfahrzeugen auf der noch heute erhaltenen West-Ost-Magistrale (Kommandeursweg) war verboten. Alle 100 Meter waren hier Holzpfähle mit Entfernungsangaben eingeschlagen. Nach übereinstimmenden Aussagen der zuständigen Revierförster brannte die Panzerschießbahn (wie auch die Feldlandebahn) in jedem Sommer. Bei zu hohem Gras- oder Gebüschaufwuchs (Sichtbehinderung) wurde im Februar/März gezielt Feuer gelegt, indem die Flächen entweder angezündet oder in Brand geschossen wurden. Aufgrund des militärischen Übungsbetriebes kam es zudem fast alljährlich zu Spontanbränden, zuweilen auch zu großen Feuern. Löscharbeiten beschränkten sich in der Regel auf das Ausschlagen der Feuer mit Spaten. Gelegentlich erfolgte die Brandbekämpfung aber auch über das Legen von Gegenfeuern, zum Teil wurden mit den Panzern Brandschneisen gefahren. Erste Naturschutzaktivitäten reichen bis in die Zeit der politischen Wende und friedlichen Revolution in der DDR zurück.

### Räumung
Bereits im Oktober 1990 – also noch während der Nutzung als Übungsplatz – wurde ein Kreistagsbeschluss gefasst, die im damaligen Landkreis Lübz liegenden Flächen als Landschaftsschutzgebiet (LSG) oder Naturschutzpark auszuweisen. 1990–1992 zogen die russischen Streitkräfte auch aus Retzow ab. Am 31. Mai 1992 wurde der Antrag des Kreisnaturschutzbeauftragten Walter Kintzel zur Sicherung von Heideflächen im Süden des Landkreises Lübz als Naturschutzgebiet (NSG) eingereicht. Eine Unterschutzstellung als NSG von 800 ha Trockenrasen und 100 ha Heide und Ginsterfläche wurde vom damaligen Staatlichen Amt für Umwelt und Natur Lübz, dem Bundesamt für Naturschutz und dem Umweltministerium Mecklenburg-Vorpommern vorgeschlagen. Daraufhin erfolgten zahlreiche Untersuchungen zur Darstellung der
Schutzwürdigkeit und -bedürftigkeit und zur Vorbereitung des Ausweisungsverfahrens eines länderübergreifenden NSG. Der mecklenburgische Anteil wurde im Jahr 1994 einstweilig und im Jahr 1996 endgültig unter dem Namen Marienfließ sichergestellt. Eine ressortübergreifende Endabstimmung zur Ausweisung eines gleichnamigen NSG auf den brandenburgischen Flächen fand im Mai 1998 im Landesumweltamt statt, die endgültige Ausweisung erfolgte mit Verordnung des brandenburgischen Umweltministeriums vom 29. Juli 1999.

### Konversion

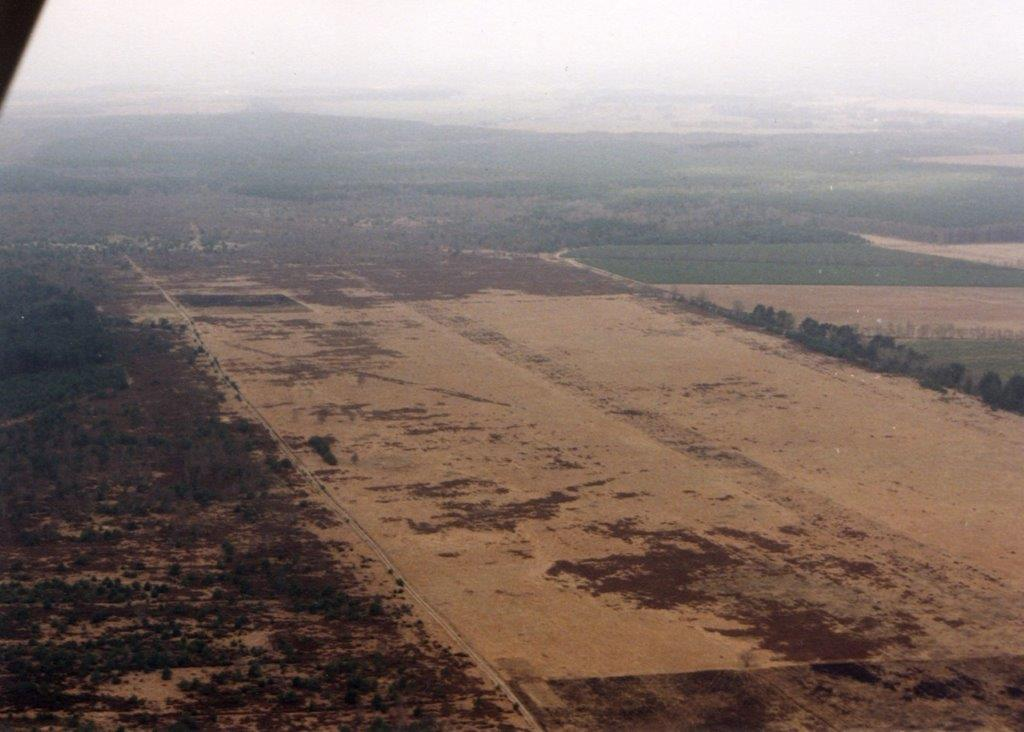
Brache, der Streifen in der Mitte war die Landebahn (2003)

Obwohl sich das Militär zurückgezogen hatte, blieben die meisten Flächen für die Öffentlichkeit gesperrt. Der Grund waren die von den verbliebenen Munitionsaltlasten ausgehenden Gefahren. Alte Fahrzeuge, marode Kasernenunterkünfte, Altreifen, Tanks, Bauschutt, Schrott usw. blieben ebenfalls in der Landschaft zurück. Der Verein zur Förderung angemessener Lebensverhältnisse (FAL e. V.) entwickelte nach dem Abzug der Russen Vorstellungen und Konzepte rund um das ehemalige Militärgelände und konnte bis 1994 Mittel des europäischen Förderprogramms KONVER in Millionenhöhe einwerben. Von April 1994 bis Juni 1996 wurden 69 Arbeitssuchende, überwiegend Langzeitarbeitslose aus der Umgebung, meist in sog. Arbeitsbeschaffungsmaßnahmen (ABM) beschäftigt. Neben Rekonstruktionsmaßnahmen, dem Umbau der denkmalgeschützten Brennerei in Ganzlin und dem ebenfalls denkmalgeschützten Gutshaus Klein Dammerow, wurden im Bereich des ehemaligen Truppenübungsplatzes umfangreiche Abriss- und Entsorgungsmaßnahmen vorgenommen.
Für das Projekt „Sanierung ehemals genutzter militärischer Flächen – Sandheide Retzow Stepenitz und Entwicklung neuer Aktivitäten“ war im Rahmen des operationellen Programmes „Konver I“ eine Zuwendung als Anteilsfinanzierung bewilligt worden, so dass 48 % aus nationalen Mitteln bereitgestellt wurden. An der Realisierung des Projektes waren beteiligt:
1. das Bundeswirtschaftsministerium und das Wirtschaftsministerium des Landes Mecklenburg-Vorpommern, als Verantwortliche für die Bereitstellung der bewilligten EU-Mittel
2. die Arbeitsverwaltung Schwerin durch die Bereitstellung der Lohn- und Sachmittel für die AB-Maßnahmen, sowie Lohnkostenzuschüsse nach § 249 h AfG
3. das Sozialministerium des Landes Mecklenburg-Vorpommern durch die Bereitstellung der Lohngelder für die Ergänzung zu § 249 h AfG und für die Stammkraft
4. das Staatliche Amt für Umwelt und Natur (StAUN) Lübz
5. der FAL e. V. als Zuwendungsempfänger der EU-Mittel, verantwortlich für die Projektdurchführung und die Bereitstellung der erforderlichen Eigenmittel

Beseitigt und entsorgt wurden:
- Abriss Kasernen u. a. bauliche Anlagen: 18.000 m³ umbauter Raum, 20.641 m³ Bauschutt, 195 t Schrott
- Zerlegung und Entsorgung von 40 Treibstofftanks à 30.000 Liter
- Beseitigung von 12.000 Altreifen
- Beseitigung von Wellasbest und Asbestrohren 3.081 m³
- Auf rund 10 ha fand eine flächige Müllberäumung statt. Deponieabfälle 267 m³

## Wandel zum FFH-Gebiet

### Ökologische Bedeutung

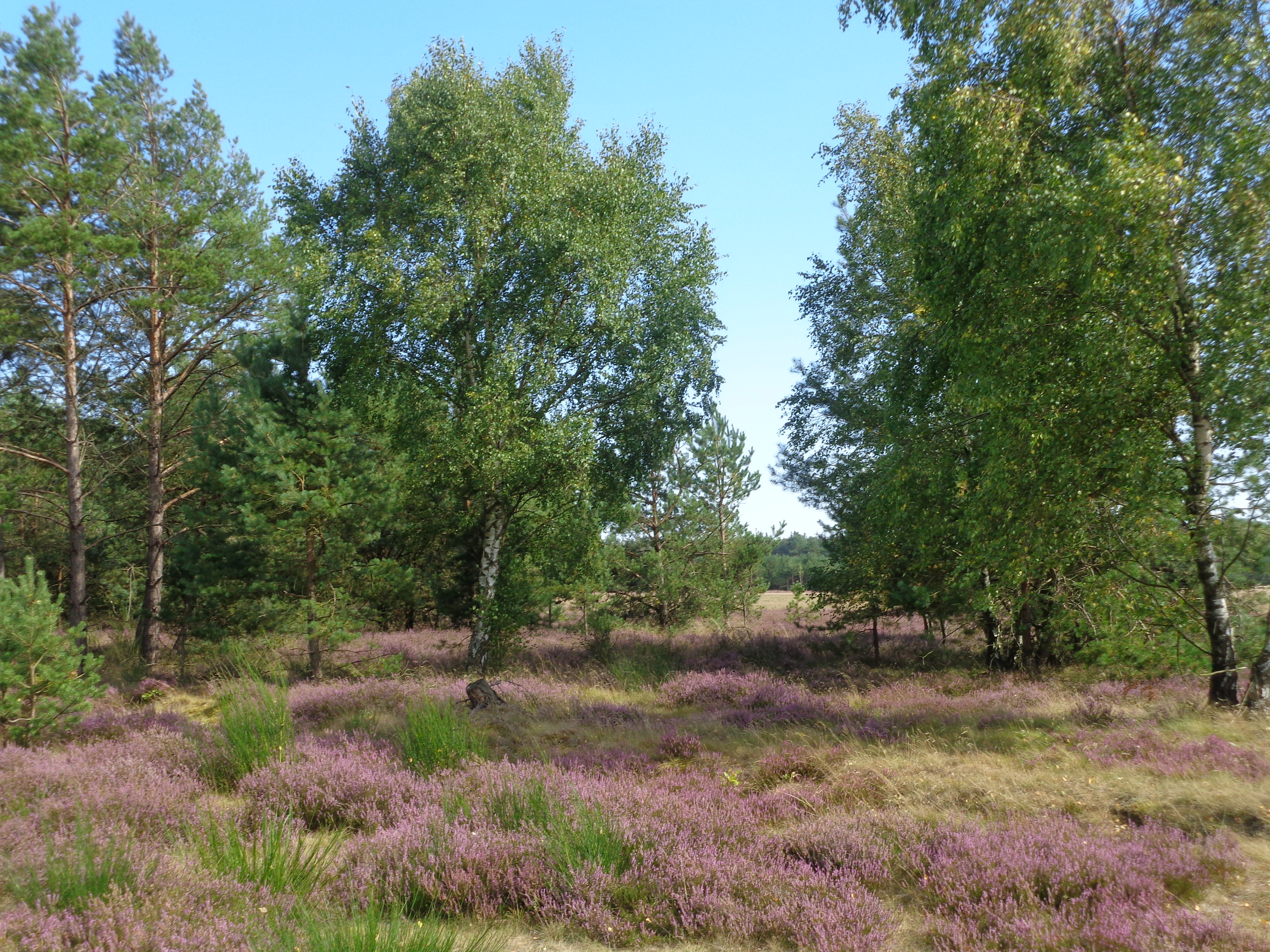
Retzower Heide

Der aktuelle Gebietszustand wird als gut eingeschätzt. Vorteilhaft wirkt sich die abgelegene Lage der Flächen aus. Die Schutzgebietsflächen können nur im munitionsfreien Ostteil auf ausgeschilderten Wegen begangen werden. Ein 2 km langer Lehrpfad informiert über die Besonderheiten des Gebiets. Führungen werden ganzjährig vom Informationsbüro Lehm + Backsteinstraße in Ganzlin angeboten. Lohnend sind Kutschfahrten.
Das FHH-Gebiet wird größtenteils von Nadelwald und Mischwald umgeben. Nur im Nordwesten und im Westen sind Ackerflächen. Die Fläche des FHH-Gebietes ist Teil des ehemaligen Truppenübungsplatzes Jännersdorf, auf dem der Solarpark Jännersdorf entstanden ist. Zur Bedeutung schreibt der Perleberger Wolfram Hennies:

„Durch die militärische Nutzung und die damit verbundenen wiederholten Brände, das großflächige mechanische Offenhalten des Bodens und das ständige Entfernen des aufkommenden Baumwuchses sowie das Fehlen einer land- bzw. forstwirtschaftlichen Nutzung konnte der Boden seinen natürlich geringen Trophiegrad bewahren. Im Übergang zwischen den Offenlandbiotopen und den angrenzenden Kiefernforsten haben sich Vorwälder entwickelt, die Übergangsbiotope darstellen. Außerdem befinden sich in dem FFH-Gebiet wertvolle Kleingewässer und Restbestockungen bodensaurer Eichenwälder. Die kargen Standortverhältnisse und der militärische Übungsbetrieb führten zur Ausbildung einer hochspezialisierten Pflanzenwelt. Besonders auffällig ist unter anderem die Besenheide. Zwischen der Heidevegetation findet man im Bereich offener Sandflächen Gräser wie Drahtschmiele, Schafschwingel und Rotstraußgras. Daneben sind regelmäßig auftretende Kräuter wie Kleines Habichtskraut und Frühlingsspark sowie eine gut entwickelte Moosschicht charakteristisch. Aufgrund der einzigartigen Standortbedingungen finden hier zahlreiche wärmeliebende Insektenarten günstige Lebens- und Entwicklungsmöglichkeiten. Hierzu zählen Arten wie Rotflügelige Ödlandschrecke, Queckenspinner und Dünen-Sandlaufkäfer. Von diesem Insektenreichtum profitieren auch Vogelarten wie Neuntöter, Ziegenmelker, Brachpieper, Kornweihe, Kranich und Heidelerche. Dem Schutz von Zauneidechse, Kreuzkröte und Moorfrosch gilt ebenso Aufmerksamkeit.“

### Schutzzweck

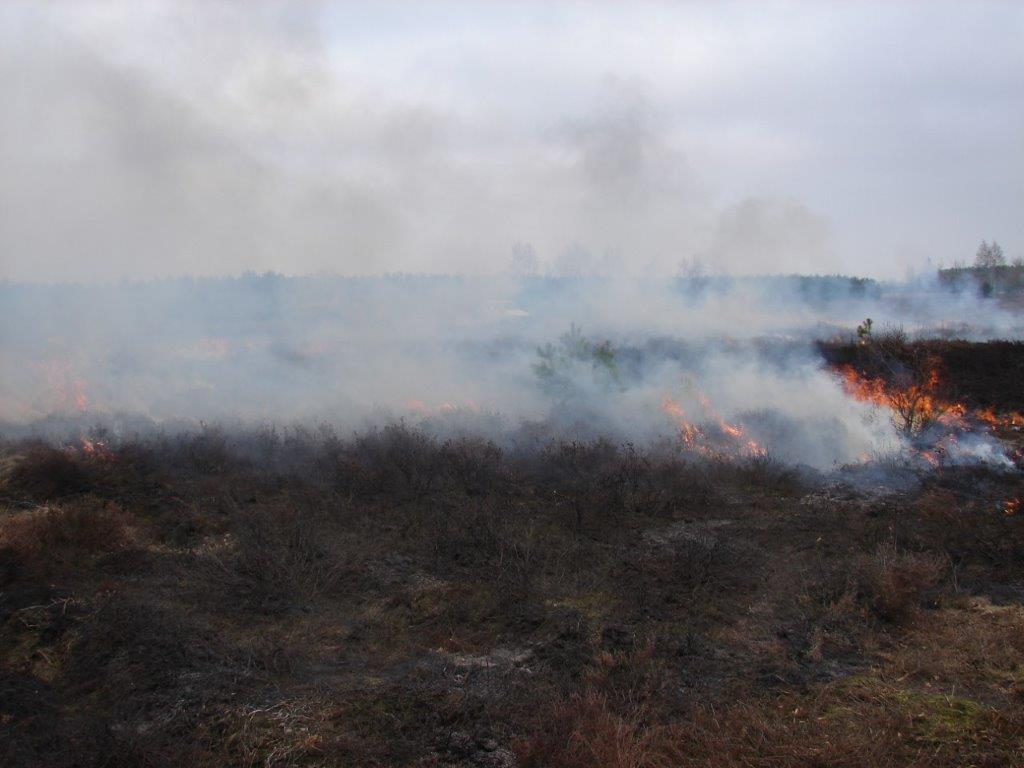
Retzower Heidebrennen (2010)

1. Erhaltung und Entwicklung großflächig zusammenhängender, weitestgehend nutzungsfreier und nährstoffarmer Offenlandbiotope im Bereich der Parchim-Meyenburger Sanderflächen. Geprägt sind sie durch ausgedehnte Ginsterheiden in unterschiedlicher Ausbildung sowie großflächige Magerrasen, zum Beispiel Grasnelkenfluren, Straußgräser und Silbergras.[1]
2. Erhaltung der an diese Lebensräume angepassten und gebundenen Tierarten.[1]
3. Erhaltung und Entwicklung der Übergangsbereiche zwischen Offenflächen und Wäldern mit ihren Verbuschungen, Vorwäldern und Waldrändern, auch als Lebensraum für Arten der Übergangszone, die Entwicklung naturnaher Mischwaldbestände und die Erhaltung und Entwicklung des Biotopverbundes zu den Lebensräumen angrenzender Schutzgebiete (Quaßliner Moor, Stepenitzniederung).[1]
4. Nachhaltige Sicherung des natürlichen Wandels des Landschaftsbildes in seiner Eigenart, Vielfalt und Schönheit.[1]